# Hans Hollein
Hans Hollein (Viena, 30 de marzo de 1934 - ibídem, 24 de abril de 2014) fue un arquitecto y diseñador austríaco.

## Biografía
Hans Hollein fue alumno de Clemens Holzmeister en la Academia de Bellas Artes de Viena. Posteriormente, amplió sus estudios en el IIT de Chicago y en la Universidad de Berkeley. Entre 1963 y 1966, fue profesor en Estados Unidos. Posteriormente, entre 1967 y 1976, enseñó en la Academia de Bellas Artes de Düsseldorf. Desde 1976, fue profesor de la Universidad de Artes Aplicadas de Viena y desde 2002 ocupaba el cargo de profesor emérito.
Su proyecto para el Museo Abteiberg en Mönchengladbach le consagró como una de las figuras de la Arquitectura postmoderna. En 1985 fue reconocido con el Premio Pritzker.

## Obras

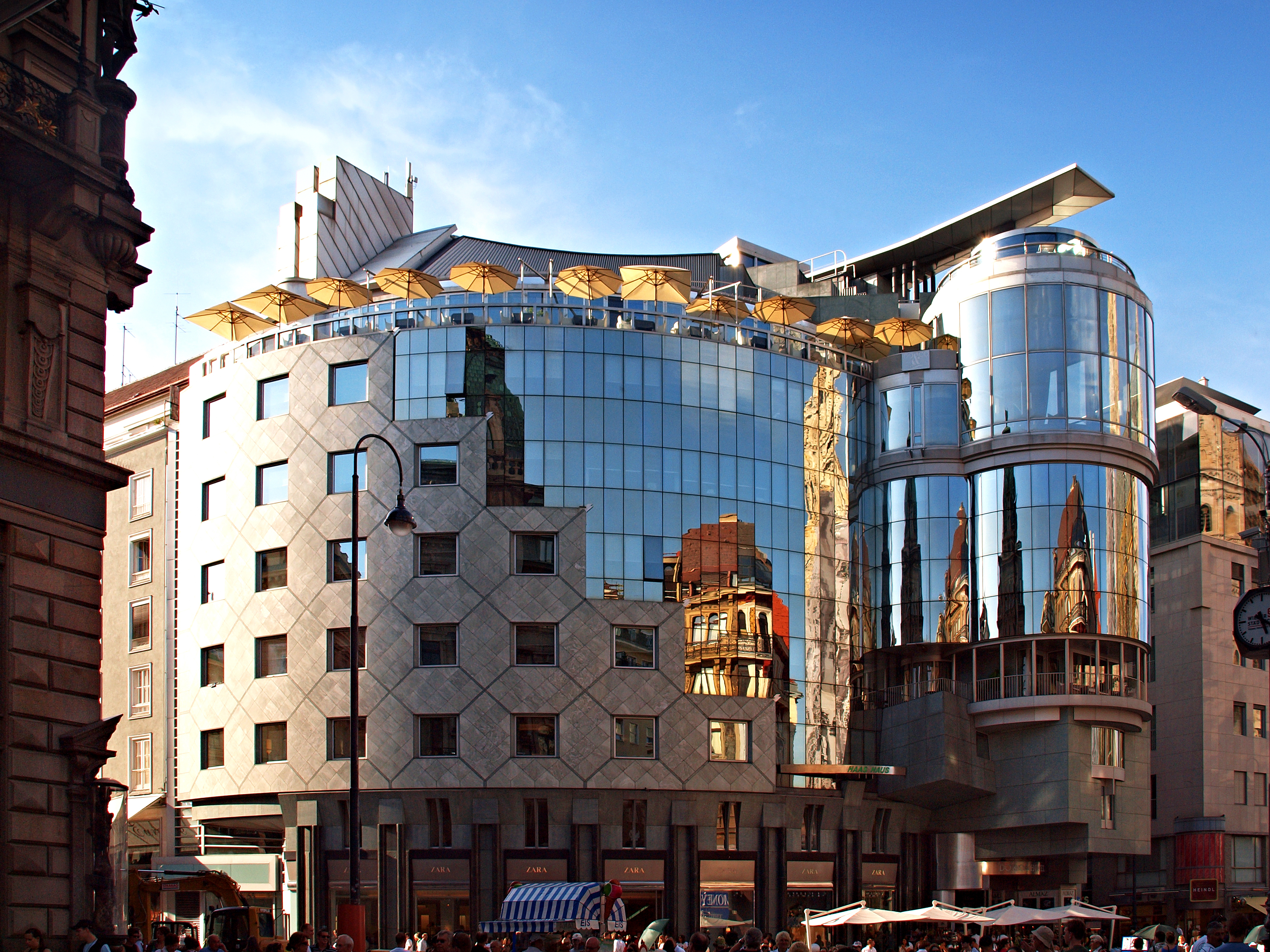
Haas Haus, Viena, Austria.

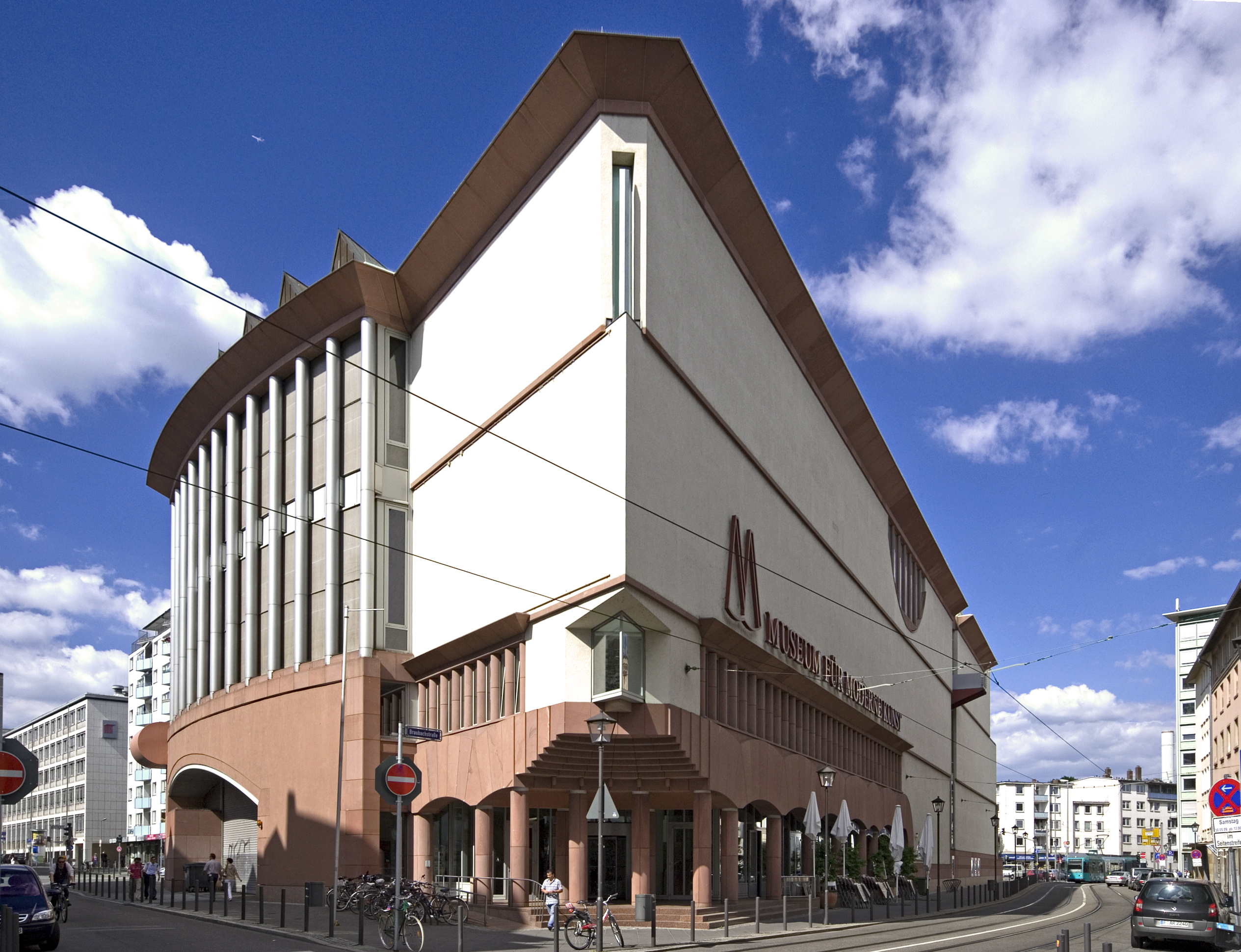
El Museum für Moderne Kunst (MMK) es un museo de arte moderno y contemporáneo en Fráncfort del Meno.

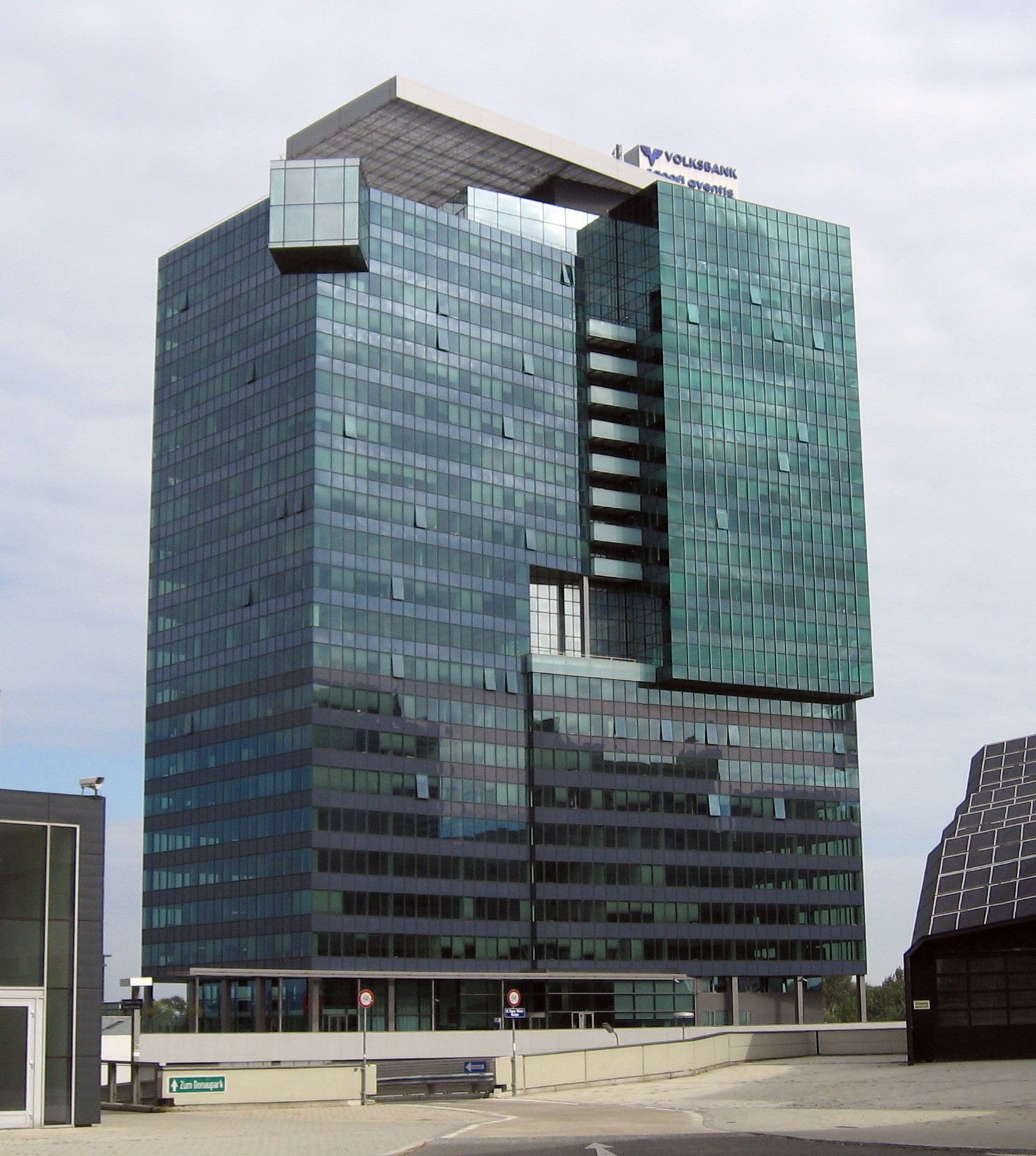
Saturn Tower en Viena.

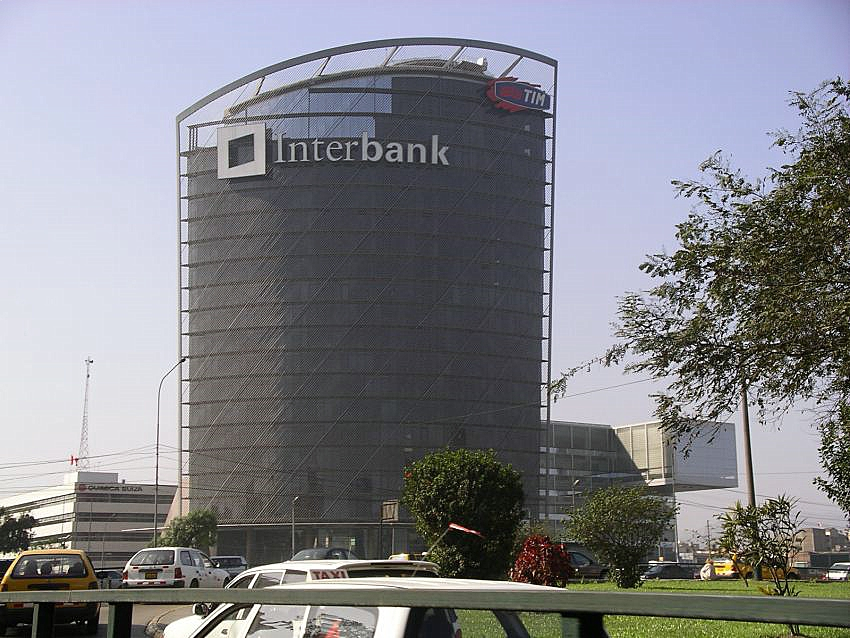
Torre Interbank en Lima.

- Remodelación del Museo Albertina - Viena
- Hotel Hilton- Viena
- Niederösterreichisches Landesmuseum, Sankt Pölten
- Centro Europeo de vulcanología, Auvernia
- Edificio Interbank, Lima.
- Oficinas en el Donaukanal, Viena.
- Embajada austríaca, Berlín.
- Proyecto para un Museo Guggenheim, Salzburgo.
- Shedhalle, Sankt Pölten.
- Ganztagsschule Köhlergasse, Viena
- Edificio Haas, Viena
- Museo del cristal y la cerámica, Teherán.
- Museo de Arte Moderno de Fráncfort, Fráncfort
- Museo Abteiberg, Mönchengladbach
- Galería Feigen en Nueva York
- Comercio Retti, Viena
- Escuela Donaucity, Viena.
- Pezet 515, Lima.

## Reconocimientos
- Reynolds Memorial Award - 1966 y 1984.
- Großer Österreichischer Staatspreis - 1983.
- Premio Pritzker - 1985.
- Österreichisches Ehrenzeichen für Wissenschaft und Kunst - 1990
- Ehrenmedaille der Bundeshauptstadt Wien in Gold